# Бензонасос
Бензонасос — часть системы питания карбюраторных двигателей. Предназначен для подачи бензина из топливного бака в поплавковую камеру карбюратора. Устанавливается на двигателе и приводится в действие рычагом от эксцентрика распределительного вала. На некоторых двигателях, например, подвесных лодочных моторов и бензопил топливный насос работает от пульсаций давления в подпоршневом пространстве. 

## Устройство
Бензиновый насос состоит из следующих деталей:
- корпус;
- диафрагма;
- толкатель;
- шток;
- возвратная пружина;
- клапаны на всасывающем и нагнетательном каналах;
- фильтр;
- эксцентрик.

В заднеприводных автомобилях эксцентрик находится на валу привода масляного насоса, а в переднеприводных он размещается на распределительном валу двигателя.

## Работа
Перемещение диафрагмы в таком насосе и обеспечивает движение бензина. Когда диафрагма находится в нижней точке, в рабочей камере возникает разрежение, и последняя заполняется жидкостью. Когда диафрагма перемещается в верхнее положение, происходит выталкивание бензина в нагнетательный бензопровод. Клапаны при этом препятствуют обратному ходу бензина.